# Konstanty Romanow (1779–1831)
Konstanty Pawłowicz Romanow, właśc. Konstantin Pawłowicz Holstein-Gottorp-Romanow (ros. Константин Павлович Романов; ur. 27 kwietnia?/8 maja 1779 w Carskim Siole (obecnie Puszkin), zm. 15 czerwca?/27 czerwca 1831 k. Witebska) – wielki książę rosyjski z dynastii Romanowów, następca tronu rosyjskiego w latach 1801–1823, naczelny wódz armii Królestwa Polskiego pełniący obowiązki gubernatora wojskowego Królestwa Polskiego, generał–inspektor kawalerii rosyjskiej, naczelny dowódca korpusu litewskiego, sprawujący władzę głównodowodzącego armii czynnej nad guberniami: wileńską, grodzieńską, mińską, wołyńską, podolską i w obwodzie białostockim od 1819 roku, deputowany na Sejm Królestwa Polskiego w 1818 z cyrkułu VIII Warszawy.

## Życiorys
Był drugim synem cesarza Pawła I i cesarzowej Marii Fiodorowny, bratem cesarzy: Aleksandra I i Mikołaja I. Od 1797 generalny inspektor kawalerii. W 1799 brał udział w walkach manewrowych Suworowa we Włoszech i Szwajcarii. W czasie wojen Rosji z Francją w latach 1805–1807 i 1812–1814 był dowódcą Gwardii Cesarskiej. W 1814 naczelny dowódca Wojsk Polskich i faktyczny namiestnik cara w Polsce. W 1823 roku zrezygnował z praw do tronu rosyjskiego, przysługujących mu na wypadek śmierci starszego brata. Przyczyną rezygnacji był ślub w 1820 z polską hrabianką Joanną Grudzińską. Akt rezygnacji był utrzymywany w tajemnicy. Niemniej w 1825, po śmierci Aleksandra I, Mikołaj wysłał jednak do niego wiadomość wzywającą do wstąpienia na tron, tytułując go cesarzem Konstantym I. Konstanty odmówił wtedy ponownie, pozostając w Warszawie. Formalnie od 27 listopada do 14 grudnia 1825 był cesarzem Rosji. Nie wiedzieli jednak o tym dekabryści, którzy wywołali w grudniu 1825 powstanie przeciwko Mikołajowi w obronie praw Konstantego do tronu. W latach 1815–1830 był wodzem naczelnym Wojska Polskiego i faktycznym wielkorządcą Królestwa Polskiego. Podlegały mu także garnizony wojsk rosyjskich w zachodnich guberniach Rosji. Zasłynął zaprowadzeniem w armii patologicznej dyscypliny, dawał przykłady sadyzmu, będącego przyczyną wielu samobójstw unoszących się honorem polskich oficerów. Zwalczał polskie ruchy wolnościowe, rozbudował siatkę tajnej policji rosyjskiej w Polsce. Odmówił wysłania wojsk polskich na wojnę z Turcją 1828–29.
W nocy 29 listopada 1830 jego osoba była głównym celem ataku spiskowców. Jednak udało mu się uciec z warszawskiego Belwederu w przebraniu kobiety. Po wybuchu powstania listopadowego na czele korpusu rosyjskiego uszedł do Rosji, wkrótce zmarł na przywleczoną przez wojska rosyjskie cholerę. Istnieje też druga wersja jego śmierci, poświadczana przez wielu pamiętnikarzy, że została podana mu trucizna w poziomkach ze śmietaną.

## Związki i potomstwo
Pierwszą żoną Konstantego była księżna Julia z Saksonii-Coburga-Saalfeld, którą poślubił w 1796 na żądanie swojej babki Katarzyny II. Konstanty miał wówczas 17, a Julia 15 lat. Małżeństwo było udręką dla Wielkiej Księżny, która ostatecznie opuściła męża i wyjechała z Rosji. W 1808 Julia urodziła nieślubnego syna, którego ojcem był francuski arystokrata. Cztery lata później urodziła drugie nieślubne dziecko, tym razem ojcem był szwajcarski chirurg. W 1820, po dziewiętnastu latach separacji, małżeństwo Julii i Konstantego zostało formalnie anulowane.
W 1803 Konstanty nawiązał krótki, acz gwałtowny romans z Janiną  Czetwertyńską, córką Antoniego Stanisława Czetwertyńskiego, targowiczanina, powieszonego przez lud Warszawy w czasie insurekcji kościuszkowskiej. Po śmierci ojca Janina (zwaną Żanetą) wraz z siostrą Marią i bratem Borysem trafiła na petersburski dwór, gdzie poznała Konstantego, który nawet chciał się z nią żenić, ale sprzeciwili się temu jego matka i cesarski brat (który w tym czasie był już związany z siostrą Janiny - Marią, wydaną za mąż za księcia Naryszkina).
Pierwszą ważną kochanką Konstantego została Josephine Mercier (1778–1824), z którą doczekał się syna Pawła Konstantynowicza Aleksandrowa-Romanowskiego (1808–1857), którego traktował jak z prawego łoża i obsadził na wysokim szczeblu wojskowym. Związek ten przetrwał aż do drugiego ślubu wielkiego księcia. Josephine została wydana za przyjaciela Konstantego, Friedrichsa-Weissowa.
Drugą kochanką, z którą trwał w związku, będąc jednocześnie z Josephine, była Anne-Clara de Laurent. Był to burzliwy i stosunkowo krótki związek, w którym urodziły się dzieci Konstanty Iwanow Konstantinow (1818–1871) i Konstancja Iwanowna Konstantinowa. Zanim Konstanty zapałał miłością do hrabianki Grudzińskiej, starał się o rękę księżniczki Lubomirskiej.
Drugą żoną Konstantego została hrabianka Joanna Grudzińska herbu Grzymała (1791–1831), którą uczynił księżną łowicką i która nosiła nazwisko Łowicka-Romanowska, a nie Holstein-Gottorp-Romanow, jak inne niemorganatyczne małżonki członków rodziny cesarskiej. Wziął z nią trzy śluby: prawosławny, katolicki i cywilny. Na znak szacunku do wyznania żony nosił podarowany przez nią medalik z wizerunkiem Matki Boskiej.
W 1815 został odznaczony Orderem Orła Białego, a w 1830 – Znakiem Honorowym za 15 lat służby.

## Książę Konstanty w teatrze i filmie
Postać Wielkiego Księcia Konstantego występuje w:
- Księżna Łowicka – film z 1932 r. w reżyserii Mieczysława Krawicza, Janusza Warneckiego. W roli tej wystąpił Stefan Jaracz.
- Noc listopadowa – spektakl Teatru Telewizji z 1978 r.  w reżyserii Andrzeja Wajdy. W roli tej wystąpił Jan Nowicki.
- Chopin. Pragnienie miłości – film z 2002 r. w reżyserii Jerzego Antczaka. Rolę tę grał Janusz Gajos.